# José António Dias
José António Dias foi ministro angolano da Geologia e Minas no governo de 1994 de José Eduardo dos Santos.